# Chalon (tyg)
Chalon, ibland stavat shalloun, är ett lätt ylletyg, mest använt till foder.

## Källa
- Kärre et al: Engelsk-svensk ordbok, P A Norstedt & söner, Stockholm 1938